# Aaliyah Brown
Aaliyah Brown (6 gennaio 1995) è una velocista statunitense.
Nel 2017 è stata medaglia d'oro ai campionati del mondo di atletica leggera di Londra nella staffetta 4×100 metri con le connazionali Allyson Felix, Morolake Akinosun, Tori Bowie e Ariana Washington, facendo registrare la migliore prestazione mondiale stagionale.

## Progressione

### 60 metri piani indoor
| Stagione | Tempo | Luogo           | Data      | Rank. Mond. |
| -------- | ----- | --------------- | --------- | ----------- |
| 2018/19  | 7"36  | Boston          | 26-1-2019 | 127ª        |
| 2017/18  | 7"35  | Houston         | 12-1-2018 | 124ª        |
| 2016/17  | 7"36  | Nashville       | 24-2-2017 | 130ª        |
| 2015/16  | 7"33  | College Station | 6-2-2016  | 102ª        |
| 2014/15  | 7"28  | Lexington       | 28-2-2015 | 51ª         |
| 2014/15  | 7"28  | Fayetteville    | 13-2-2015 | 51ª         |
| 2013/14  | 7"30  | Albuquerque     | 14-3-2014 | 59ª         |
| 2013/14  | 7"30  | College Station | 1-3-2014  | 59ª         |
| 2013/14  | 7"30  | College Station | 28-2-2014 | 59ª         |
| 2012/13  | 7"34  | Seattle         | 24-2-2013 | 78ª         |
| 2011/12  | 7"42  | Fayetteville    | 14-1-2012 |             |

### 100 metri piani
| Stagione | Tempo | Luogo       | Data      | Rank. Mond. |
| -------- | ----- | ----------- | --------- | ----------- |
| 2018     | 11"13 | Des Moines  | 22-6-2018 | 41ª         |
| 2017     | 11"01 | Sacramento  | 22-6-2017 | 18ª         |
| 2016     | 11"37 | Eugene      | 9-6-2016  | 155ª        |
| 2015     | 11"08 | Eugene      | 11-6-2015 | 34ª         |
| 2014     | 11"31 | Baton Rouge | 19-4-2014 | 89ª         |
| 2013     | 11"63 | Austin      | 30-3-2013 |             |
| 2012     | 11"44 | New York    | 9-6-2012  |             |
| 2011     | 11"44 | Charleston  | 20-5-2011 |             |
| 2010     | 11"57 | Charleston  | 22-5-2010 |             |

### 200 metri piani
| Stagione | Tempo | Luogo        | Data      | Rank. Mond. |
| -------- | ----- | ------------ | --------- | ----------- |
| 2018     | 23"41 | Claremont    | 7-4-2018  |             |
| 2017     | 22"79 | Eugene       | 10-6-2017 | 43ª         |
| 2016     | 23"12 | Lawrence     | 28-5-2016 | 133ª        |
| 2015     | 22"76 | Eugene       | 13-6-2015 | 38ª         |
| 2014     | 23"12 | Fayetteville | 31-5-2014 | 82ª         |
| 2014     | 23"12 | Lexington    | 18-5-2014 | 82ª         |
| 2012     | 23"74 | Baltimora    | 28-7-2012 |             |
| 2011     | 24"00 | Charleston   | 21-5-2011 |             |
| 2010     | 23"72 | Norfolk      | 5-8-2010  |             |

## Palmarès
| Anno | Manifestazione | Sede   | Evento  | Risultato | Prestazione | Note                                    |
| ---- | -------------- | ------ | ------- | --------- | ----------- | --------------------------------------- |
| 2017 | Mondiali       | Londra | 4×100 m | Oro       | 41"82       | Miglior prestazione mondiale stagionale |